# تيموثي ك. داي
تيموثي ك. داي (بالإنجليزية: Timothy C. Day)‏ هو صحفي وسياسي أمريكي، ولد في 8 يناير 1819 في سينسيناتي في الولايات المتحدة، وتوفي بنفس المكان في 15 أبريل 1869. حزبياً، نشط في Opposition Party (Southern U.S.) ‏. وقد انتخب عضو مجلس النواب الأمريكي.